# University of Hyderabad
Die University of Hyderabad (Hindi: हैदराबाद विश्वविद्यालय) ist eine staatliche Universität, etwa 20 km vom Zentrum Hyderabads entfernt in Gachibowli im indischen Bundesstaat Andhra Pradesh.
An der Universität sind 250 Professoren (und andere Lehrpersonen) beschäftigt und es gibt derzeit etwa 3.500 Studierende. Unterrichtssprache ist bis auf wenige Ausnahmen in den Philologien Englisch.
Nicht zu verwechseln ist sie mit zwei weiteren bekannten Hochschulen Hyderabads, der Osmania University sowie der Maulana Azad Urdu National University.

## Geschichte
Die Universität wurde 1974 per Beschluss des indischen Parlamentes als Central University gegründet. Sie ist damit eine von bis heute nur 18 staatlichen Universitäten, denn in der Regel unterstehen die Hochschulen in Indien dem jeweiligen Bundesstaat.
Obgleich in den letzten Jahren auch einige Undergraduate-Studiengänge eingeführt wurden, liegt der Schwerpunkt des Angebotes an Abschlüssen weiter auf dem postgradualen Niveau mit Master of Philosophy, Master of Arts, Ph. D. und PG Diplomas.

## Akademische Reputation
Die Hochschule gehört zu den führenden Bildungseinrichtungen (neben vier anderen Universitäten mit dem Titel Mit Potenzial für Exzellenz versehen) des Landes und nimmt Spitzenpositionen in aktuellen Rankings ein. Am 28. März 2008 wurde sie vom National Assessment and Accreditation Council (NAAC), einer unabhängigen Institution des Förderausschusses indischer Universitäten, mit der höchsten jemals vergebenen Bewertung 3,89 (auf einer Skala bis 4,0) ausgezeichnet, wobei im Rahmen der Untersuchung eine weite Bandbreite von Lehrplänen bis Forschung und Infrastruktur berücksichtigt wurde.
Viele Dozenten haben Auslandserfahrung durch Studium oder Gastaufenthalte. Die Nachbarschaft zu den insbesondere in Informationstechnik florierenden Stadtteilen Jubilee Hills und Hi-Tec City sorgt für gute Voraussetzungen einer produktiven Verbindung zwischen Wissenschaft und Industrie beziehungsweise Unternehmen.

## Campus und Einrichtungen
Unter vielen spezialisierten Einrichtungen ist die Universitätsbibliothek (Indira Gandhi Memorial Library) hervorzuheben, welche als erste in Indien digitalisiert wurde. Das 1985 eingerichtete Computer Centre gehört zu den fortschrittlichsten an einer indischen Universität. Für besondere Gerätschaften gibt es seit 1979 das Central Instruments Laboratory (CIL).
Neben Einkaufsmöglichkeiten für den alltäglichen Bedarf sowie einer Krankenstation (Health Care Center) findet sich auf dem Campus ein eigenes Postamt.
Es existieren etwas mehr als ein dutzend Hostels (darunter ein International Students Hostel und das SIP Guest House), die jedoch aufgrund der steigenden Studierendenzahlen derzeit erweitert werden.
Die landschaftlichen Gegebenheiten des Campus bieten mit mehreren Seen sowie Hügeln und dichtem Dschungel eine ruhige Atmosphäre inmitten der Natur. Es lassen sich deshalb allerhand Tiere wie Wildschweine, Wasserbüffel, Pfauen und Schlangen beobachten.

## Studium und Forschung

### Fakultäten
| - Geisteswissenschaften - Department of English - Department of Philosophy - Department of Hindi - Department of Telugu - Department of Urdu - Department of Sanskrit Studies - Centre for Applied Linguistics and Translation Studies - Centre for Comparative Literature - English Language Teaching Cell - Sozialwissenschaften - Department of Economics - Department of History - Department of Political Science - Department of Sociology - Department of Anthropology - Centre for Regional Studies - Centre for Folk Culture Studies - Centre for the Study of Indian Diaspora | - Darstellende Künste, Schöne Künste und Kommunikationswissenschaften - Department of Dance - Department of Performing Arts - Department of Fine Arts - Department of Communication - Wirtschaftswissenschaften (School of Management Studies) - Mathematik und Informatik - Department of Mathematics & Statistics - Department of Computer & Information Sciences - Ingenieurwissenschaften und Technologie - Lebenswissenschaften (Life Sciences) - Department of Biochemistry - Department of Plant Sciences - Department of Animal Sciences - Department of Biotechnology - Chemie - Physik |

### Spezialisierte Zentren
| - Spezialisierte Zentren - University Centre for Earth and Space Sciences - Centre for Cognitive Sciences - Advanced Centre for Research in High Energy Materials - Centre for Modelling Simulation and Design - Centre for Health Psychology - Special Centre for Integrated Studies | - Geplant sind außerdem folgende spezialisierte Zentren - Centre for Knowledge Culture and Innovation Studies - Centre for Endangered Languages & Mother Tongue Studies - Centre for Buddhist Studies - Centre for Research and Education in Ageing - Inter University Centre for Comparative Study of Indian Languages & Literatures - Centre for the Study of Great Indian Thinkers of our Times - Centre for Foreign Languages - Centre for Translation and Study of Dalit and Tribal Literature |

### Forschungsinstitute
An der University of Hyderabad sind das Institute of Life Sciences,   C R Rao Institute for Advanced Research in Mathematics, Statistics and Computer Sciences, National Institute of Animal Biotechnology,
Institute of Health Science Education and Translation Research sowie die Association of Management Development Institutions in South Asia (AMDISA) beheimatet.

### Angeschlossene Einrichtungen
Unter Federführung der Universität fungieren ein Academic Staff College zur Aus- und Weiterbildung von Dozenten, ein Centre for Distance Education für Berufstätige und Post-Graduierte, das Outreach Program Literacy zur Alphabetisierung umliegender Gemeinden, sowie Jan Shikshan Sansthan (Institute of People’s Education) und das Study India Program (SIP).

### Study India Program
Eine Besonderheit ist das sogenannte Study India Program (SIP). Es bietet Studierenden aus aller Welt Gelegenheit für ein Auslandssemester oder Summer Schools. Im Hinblick auf interdisziplinäre Studienmöglichkeiten und Betreuung ist dieses Programm in Indien einmalig. SIP wurde 1998 eingerichtet und ist mittlerweile mit durchschnittlich 150 Studierenden pro Jahr zu einem erfolgreichen Projekt gereift.

## Internationale Beziehungen
Die University of Hyderabad ist sehr an internationaler Zusammenarbeit und Austausch mit anderen Hochschulen sowie Unternehmen interessiert, dementsprechend umfangreich werden deshalb neue Projekte ins Leben gerufen.
Am 17. Juli 2008 wurde ein Kooperationsvertrag mit der Freien Universität Berlin für die Gebiete Mikro- und Infektionsbiologie vereinbart. Andere Bereiche sollen folgen.
Ebenfalls 2008 wurde mit der Universität Regensburg sowie der TU München und weiteren indischen Forschungsinstituten die Einrichtung eines internationalen Doktorandenkollegs mit dem Namen INDIGO (Indian-German Graduate School of Advanced Organic Synthesis for a Sustainable Future) beschlossen, welches Austausch von Doktoranden und wissenschaftliche Zusammenarbeit zwischen Indien und Deutschland auf dem Gebiet der Nachhaltigen Chemie bestärken soll.
Zudem besteht eine Kooperation mit der Universität Heidelberg in mehreren Fachbereichen. Siemens und der DAAD fördern Post Graduate Scholarships in Hyderabad.
Im Fach Politikwissenschaft existiert seit vielen Jahren eine Partnerschaft mit der Universität Uppsala in Schweden, im Rahmen derer Studenten- und Dozentenaustausch stattfinden.
Auch Studenten verschiedener amerikanischer Universitäten haben durch Übereinkommen besondere Austauschvoraussetzungen.
Darüber hinaus ist die University of Hyderabad in mehreren internationalen Austauschprogrammen vertreten, so zum Beispiel im
Council on International Educational Exchange (CIEE), International Student Exchange Program (ISEP) sowie American Institute for Foreign Study (AIFS) und Nordic Center India (NCI).
Als bedeutsame Universität gibt es häufig Besuche von hochrangigen Persönlichkeiten, speziell im Rahmen einer Distinguished Lecture Series. So haben vor Ort bereits Alt-Bundespräsident Johannes Rau sowie der deutsche Botschafter Bernd Mützelburg Reden gehalten.
Der derzeitige Vize-Kanzler, Seyed E. Hasnain, ist Mitglied der Deutschen Akademie der Naturforscher Leopoldina.

## Veranstaltungen
Zusammen mit der Federation of Asian Biotech Associations (FABA), Genome Valley, dem BioTech-Cluster der Regierung von Andhra Pradesh sowie der All India Biotech Association (AIBA) gehört die Universität zu den Ausrichtern der Konferenz Bio Asia 2009, was ihre herausragenden Leistungen auf diesem Gebiet unterstreicht.

## Mitgliedschaften
Die Hochschule gehört der Association of Indian Universities (AIU) und der Association of Commonwealth Universities (ACU) an.

## Persönlichkeiten
| Name                               | Bekanntheit / Tätigkeit                                                | Verbindung zur UoHyd                           |  |
| ---------------------------------- | ---------------------------------------------------------------------- | ---------------------------------------------- |  |
|                                    |                                                                        |                                                |  |
| Probal Dasgupta (* 1953)           | Sprachwissenschaftler, seit 2007 Vorsitzender des Esperanto-Weltbundes | Dozent                                         |  |
| Ramchandra Gandhi (* 1937, † 2007) | Philosoph und Autor, Enkel von Mahatma Gandhi                          | Begründer des Department of Philosophy, Dozent |  |

## Verweise
1. ↑  Auszeichnung durch den NAAC
2. ↑  Zeit vom 23. Juni 2005: Forschung in Hyderabad
3. ↑  fu-berlin.de
4. ↑  Uni Regensburg bringt Nachhaltige Chemie nach Indien (Memento des Originals vom 6. Dezember 2007 im Internet Archive)  Info: Der Archivlink wurde automatisch eingesetzt und noch nicht geprüft. Bitte prüfe Original- und Archivlink gemäß Anleitung und entferne dann diesen Hinweis.